# Крістофер Рассел
Крістофер Томас Ра́ссел (нар. 1943, Сент-Олбансі, Англія) — керівник Центру космічної фізики в Інституті геофізики та планетарної фізики Університету Каліфорнії в Лос-Анджелесі, професор кафедри Наук про Землю, планети і космос Університету Каліфорнії в Лос-Анджелесі. Здобув ступінь бакалавра наук від Торонтського університету в 1964 році та ступінь доктора філософії від Університету Каліфорнії в Лос-Анджелесі в 1968 році.

## Дослідження
- Очолював експерименти з магнітними полями на полярному супутнику НАСА для картографування магнітосфери Землі[4].
- Очолював групу космічної місії Dawn[5]. Космічний апарат обертався навколо Вести в 2011 і 2012 роках і вийшов на орбіту Церери в 2015 році. Це був перший космічний корабель, який обертався навколо двох небесних тіл.
- У співпраці з Джоном Л. Філіпсом вивчав попелясте світло[en] на Венері.
- Вивчав сонячний вітер, беручи участь у місіях STEREO (НАСА) та Venus Express (ЄКА).

## Відзнаки
- Медаль Джеймса Макелвейна[en] (1977)[6]
- Медаль Джона Адама Флемінга від Американського геофізичного союзу (2003)[7]
- Астероїд 21459 Крісрассел був названий на його честь (2008)[8]
- Медаль НАСА за видатну державну службу[en] (2017)[9]

## Вибрані видання
- Russell C. T., M C De Sanctis, Prettyman T. H. et al. Dawn at Vesta: testing the protoplanetary paradigm // Science / H. Thorp — Northern America: AAAS, 2012. — Vol. 336, Iss. 6082. — P. 684–686. — ISSN 0036-8075; 1095-9203 — doi:10.1126/SCIENCE.1219381
- Zhou X., Donovan E., Frey H. et al. Tail reconnection triggering substorm onset // Science / H. Thorp — Northern America: AAAS, 2008. — Vol. 321, Iss. 5891. — P. 931–935. — ISSN 0036-8075; 1095-9203 — doi:10.1126/SCIENCE.1160495
- Maria Cristina De Sanctis, Russell C. T., P Schenk et al. The violent collisional history of asteroid 4 Vesta // Science / H. Thorp — Northern America: AAAS, 2012. — Vol. 336, Iss. 6082. — P. 690–694. — ISSN 0036-8075; 1095-9203 — doi:10.1126/SCIENCE.1218757